# Celestino Sánchez Rivera

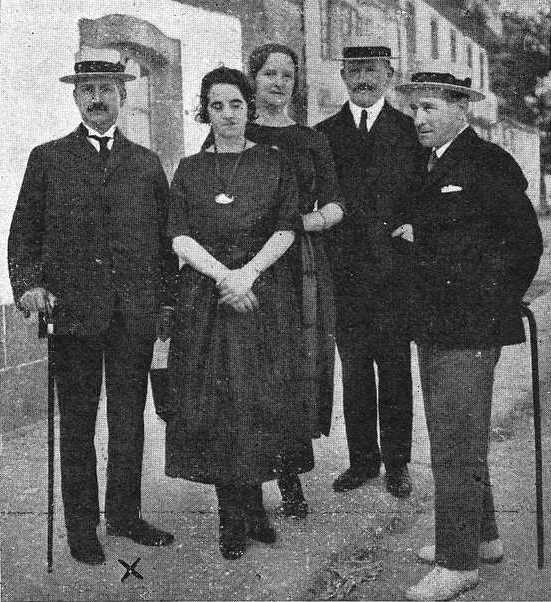
Celestino Sánchez Rivera con la colonia extranjera en Cuntis, 1921.

Celestino Sánchez Rivera (Santiago de Compostela, 13 de noviembre de 1870 - Santiago de Compostela, 1948) fue un periodista y escritor español.

## Trayectoria
Fue conservador del Hospital Real de Santiago de Compostela y cronista de la ciudad. Fundó y dirigió El Eco de Santiago, donde escribió con el pseudónimo de Diego de Muros. Ingresó en la Real Academia Gallega el 27 de julio de 1941.

## Obras
- Breve reseña histórica y artística del Gran Hospital de Santiago, 1910.
- El monasterio y templo de Santa María la Real de Sar, único en el mundo por su inclinada construcción, 1920.
- Notas compostelanas. Historia, tradiciones, leyendas, miscelánea, 1947.[3]